# 昭披耶河
昭披耶河（皇家轉寫：Maenam Chao Phraya，發音：[mɛ̂ːnáːm tɕâːw pʰráʔjaː] ⓘ或[tɕâːw pʰrajaː]）是泰國最主要的河流。无论在水量抑或长度，昭拍耶河都是泰国最大的河流。

## 名称
在中文和英文中，昭拍耶河曾被稱為「湄南河」。泰文的結構是「名詞」+「形容詞」，昭拍耶河的泰語是由「แม่น้ำ」（水川）+「เจ้าพระยา」（昭拍耶）組成的。其中，「湄南」（泰語發音：[mɛ̰ːnaːṁˀ]）來自泰語的（泰語發音：[mɛ̂ɛ]，指“母親”或“水體”）加上泰語的（泰語發音：[náam]，指“水”），代表「水川」或「母親之河」，而被稱為「湄南河」（Mae Nam River）。
現今，泰國官方正式的名稱是昭拍耶河（แม่น้ำเจ้าพระยา）。「昭」（เจ้า，泰語發音：[caoˀ]）卽古漢語“主”在古傣語中的音譯，意爲“皇”，在泰國爵位中排名第三；「拍耶」（พระยา，泰語發音：[braʔyaː]）借自古高棉語“爬婼”（brañā），意爲“帝”，在泰國爵位中排名第二。合詞“昭拍耶”（เจ้าพระยา）卽皇帝，在泰國爵位中排名第一。
由於昭拍耶河過去的名稱為「湄南河」，有些人將它和東南亞流域最大的「湄公河」混淆了。
另外，泰國境內第二大河是位於昭拍耶河西邊的「美功河」（Mae Klong River），該河上的桂河大橋因為以第二次世界大戰故事拍攝的電影「桂河大橋」獲得奧斯卡最佳影片等七項大獎而聲名大噪，成為泰國著名的觀光景點。但因為「湄公河」和「美功河」的發音很相近，也常常有人混淆不清，誤以為電影「桂河大橋」故事發生的地點在越南。

## 簡介
昭拍耶河發源於泰北山地，而名稱為「昭拍耶」的河段則从滨河、楠河及永河的交汇处那空沙旺附近开始，向南流约40公里左右，到猜纳附近分为两支，西支叫他真河，东支即昭拍耶河。昭拍耶河穿過曼谷直到暹羅灣，是东南亚最大的河流之一，全长1352公里（从滨河河源起算至出海口），在北曼谷地方寬度能達到700-800米（雨季時），流域面积为150,000平方公里，约占泰国国土面积的三分之一。
昭拍耶河流域是泰国耕地集中的地区。昭拍耶河的水量随季节而急剧变化，旱季、雨季的流量相差达十多倍。干季时流量仅150立方米每秒（{\displaystyle m^{3}}/s），雨季则达2000立方米每秒，因而雨季河流泛滥，带来一层肥沃的泥沙。稻田灌溉基本上依靠天然泛滥。 
昭拍耶河下游平原面积广阔，约达5万平方公里。这里河汊交错，气候炎热，雨量充沛，河流定期泛滥，土地肥沃，多數地區適合種植稻米四造，被譽為「泰國糧倉」，特别是经过泰国人民的辛勤劳动，稻米產量達到世界之冠。這裡已發展成為泰國人口最集中、經濟最發達的地區。

## 主要支流
以下由河口至源頭列出主要支流：
- 昭拍耶河
  - 帕薩克河 (แม่น้ำป่าสัก)
  - 撒該甘河 (แม่น้ำสะแกกรัง)
  - 楠河 (แม่น้ำน่าน)
    - 永河 (泰國) (แม่น้ำยม)

  - 滨河 (แม่น้ำปิง)
    - 汪河 (泰國) (แม่น้ำวัง)